# Nourdin Boukhari
Nourdin Boukhari (Róterdam, Países Bajos; 30 de junio de 1980) es un exfutbolista y entrenador neerlandés nacionalizado marroquí, se desempeñaba como centrocampista. Actualmente es 2º entrenador del Sparta de Róterdam.

## Clubes

### Como jugador
| Club                    | País         | Año       |
| ----------------------- | ------------ | --------- |
| Sparta Rotterdam        | Países Bajos | 2000-2002 |
| AFC Ajax                | Países Bajos | 2002-2006 |
| NAC Breda (Cedido)      | Países Bajos | 2003-2004 |
| FC Nantes               | Francia      | 2006-2007 |
| AZ Alkmaar (Cedido)     | Países Bajos | 2007      |
| Sparta Rotterdam        | Países Bajos | 2007-2008 |
| Al-Ittihad              | Arabia Saudí | 2008      |
| NAC Breda               | Países Bajos | 2009      |
| Kasımpaşa SK            | Turquía      | 2009-2012 |
| Wisla Cracovia (Cedido) | Polonia      | 2010-2011 |
| NAC Breda               | Países Bajos | 2012      |
| RKC Waalwijk            | Países Bajos | 2012-2013 |
| Sparta Róterdam         | Países Bajos | 2014      |
| Magreb´90               | Países Bajos | 2014-2016 |
| GLZ Delfshaven          | Países Bajos | 2016-2018 |

## Palmarés
AFC Ajax
- Copa de los Países Bajos: 2006
- Supercopa de los Países Bajos: 2002, 2006

Wisla Cracovia
- Ekstraklasa: 2010-11

- Datos: Q2143833
- Multimedia: Nourdin Boukhari / Q2143833